# Laskár
Laskár (bis 1927 slowakisch auch „Laskáry“; ungarisch Laszkár) ist eine Gemeinde im Norden der Slowakei mit 133 Einwohnern (Stand 31. Dezember 2024), die zum Okres Martin, einem Teil des Žilinský kraj, gehört und zur traditionellen Landschaft Turiec gezählt wird.

## Geographie

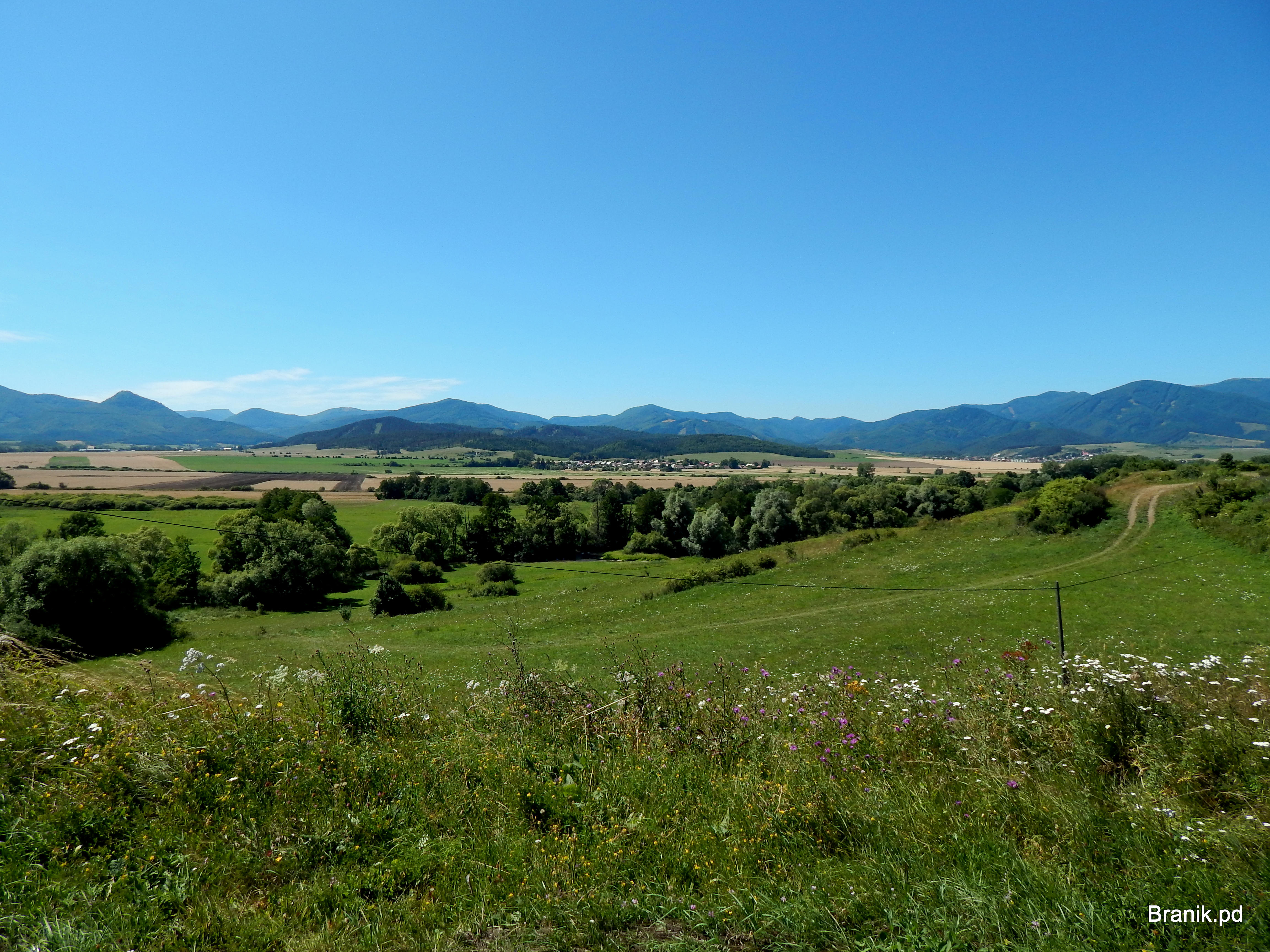
Landschaft rund um Laskár

Die Gemeinde befindet sich im Mittelteil des Turzbeckens (slowakisch Turčianska kotlina), am rechten Ufer des Turiec. Das Ortszentrum liegt auf einer Höhe von 455 m n.m. und ist 15 Kilometer von Martin entfernt.
Zur Gemeinde gehören auch der ehemals selbständige Ort Valentová (1991 eingemeindet).
Nachbargemeinden sind Rakovo im Norden, Karlová im Osten, Blatnica im Südosten, Socovce im Süden und Kláštor pod Znievom im Westen.

## Geschichte
Laskár entstand auf einem Gut, das ein gewisser Latibor erhielt und 1280 von seinem Sohn Jakob vergrößert wurde. Schriftlich erscheint der Ort zum ersten Mal 1277 als Lazkouch. 1487 gehörte das Dorf zum Herrschaftsgebiet der Burg Blatnica und war im 18. Jahrhundert Besitz des Geschlechts Révay.
1715 gab es 18 Haushalte in Laskár, 1785 hatte die Ortschaft 17 Häuser und 130 Einwohner. 1828 zählte man 21 Häuser und 146 Einwohner, die als Landwirte beschäftigt waren.
Bis 1918 gehörte der im Komitat Turz liegende Ort zum Königreich Ungarn, kam danach zur Tschechoslowakei beziehungsweise heute Slowakei.

## Bevölkerung
| Jahr                | 1994 | 2004     | 2014     | 2024   |
| ------------------- | ---- | -------- | -------- | ------ |
| Anzahl der Personen | 90   | 104      | 125      | 133    |
| Unterschied         |      | +15,55 % | +20,19 % | +6,4 % |

| Jahr                | 2023 | 2024    |
| ------------------- | ---- | ------- |
| Anzahl der Personen | 131  | 133     |
| Unterschied         |      | +1,52 % |

Nach der Volkszählung 2011 wohnten in Laskár 107 Einwohner, davon 97 Slowaken. Zehn Einwohner machten keine Angabe zur Ethnie.
50 Einwohner bekannten sich zur römisch-katholischen Kirche, 23 Einwohner zur Evangelischen Kirche A. B. und zwei Einwohner zur evangelisch-methodistischen Kirche. 18 Einwohner waren konfessionslos und bei 14 Einwohnern wurde die Konfession nicht ermittelt.

## Bauwerke und Denkmäler
- je ein Holzglockenturm in Laskár und Valentová